# Debreše

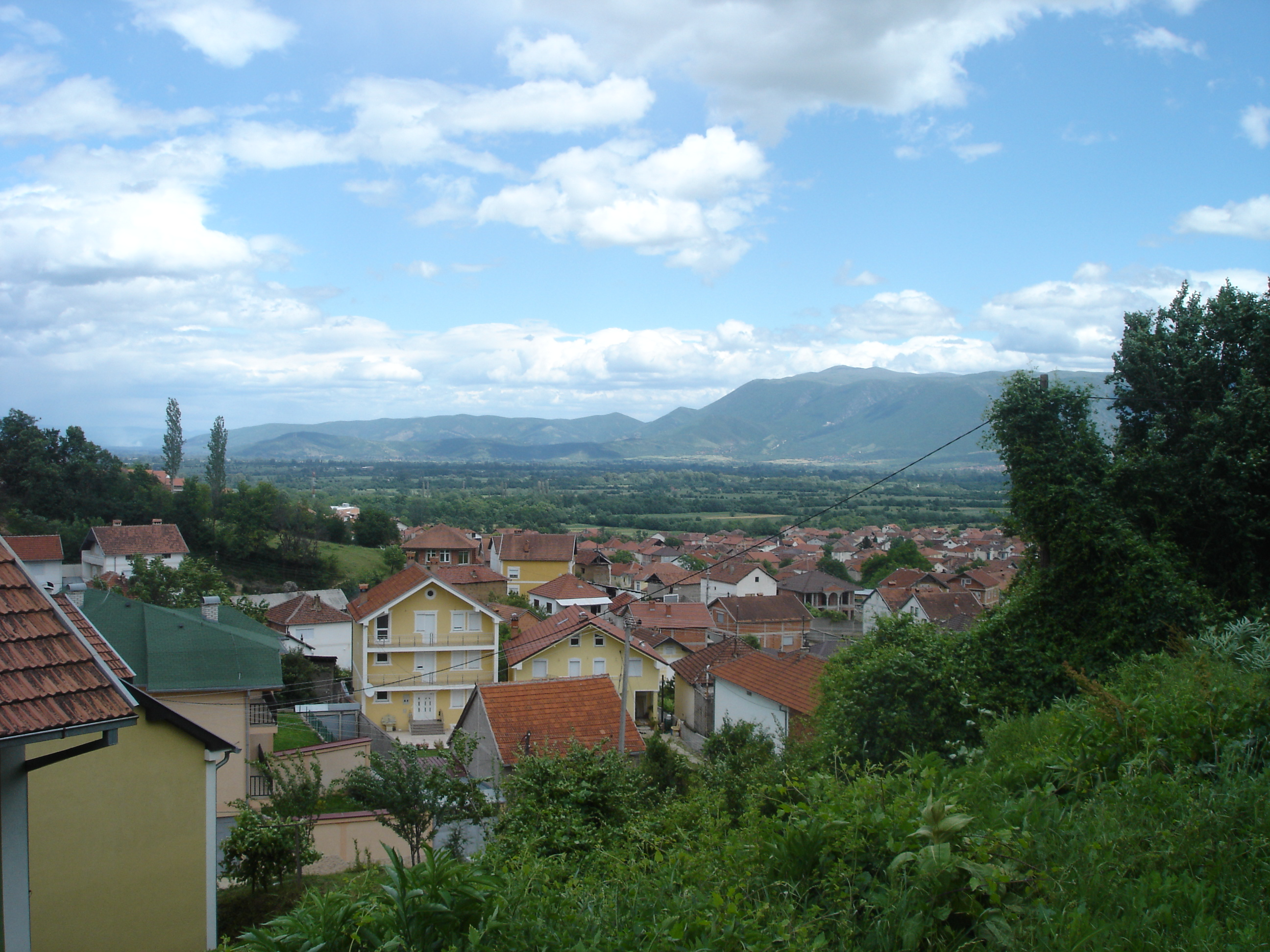
Pohled na Debreše

Debreše (makedonsky: Дебреше, albánsky: Debresh) je vesnice v Severní Makedonii. Nachází se v opštině Gostivar v Položském regionu. 

## Demografie
Podle sčítání lidu z roku 2021 žije ve vesnici 2 859 obyvatel. Etnickými skupinami jsou:
- Albánci – 2 683
- Makedonci – 59
- Turci – 5
- Valaši – 1
- ostatní – 111

| Rok          | 1900 | 1948  | 1953  | 1961  | 1971  | 1981  | 1994  | 2002  | 2021  |
| ------------ | ---- | ----- | ----- | ----- | ----- | ----- | ----- | ----- | ----- |
| Obyvatelstvo | 810  | 1 600 | 1 788 | 1 882 | 2 291 | 3 213 | 4 236 | 4 847 | 2 859 |